# Lámbros Nákos
Lámbros Nákos (grec moderne : Λάμπρος Νάκος) était un homme politique grec qui participa à la guerre d'indépendance grecque.
Il fut membre de la Filikí Etería. Il participa à l'Assemblée nationale d'Épidaure en 1822, à l'Assemblée nationale d'Astros l'année suivante puis à la troisième et à la cinquième Assemblée nationale grecque.
Il fut nommé ministre de la police par l'Exécutif grec de 1822. Il entra au Sénat du royaume de Grèce en juin 1844.

## Sources
- (el) Parlement grec, Μητρώο Πληρεξουσίων, Γερουσαστών και Βουλευτών. 1822-1935, Athènes, Parlement grec,‎ 1986, 159 p. (lire en ligne) [PDF]